# Dálnice v Norsku

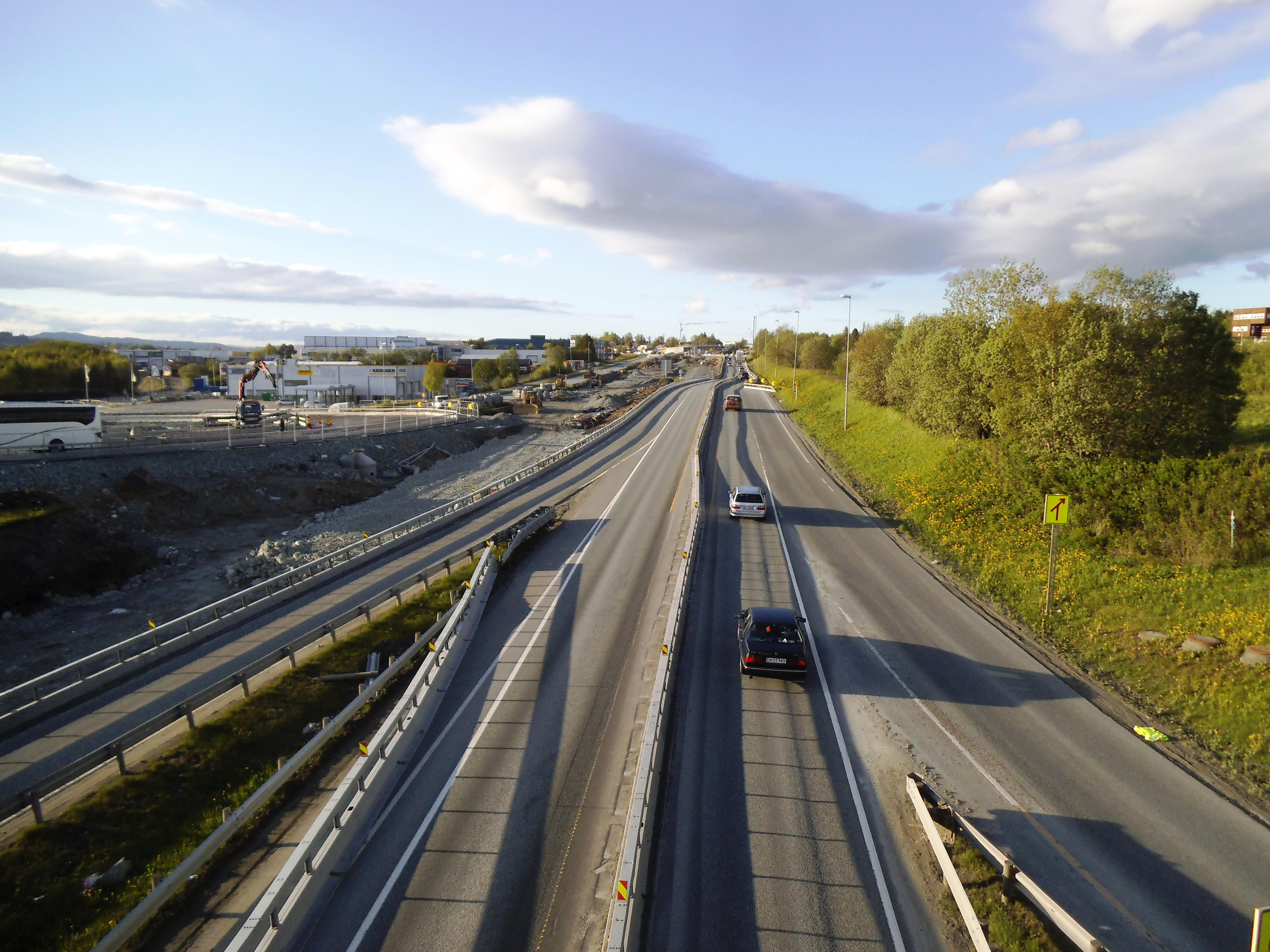
Dálnice v Trondheimu

Maximální povolená rychlost na norských dálnicích

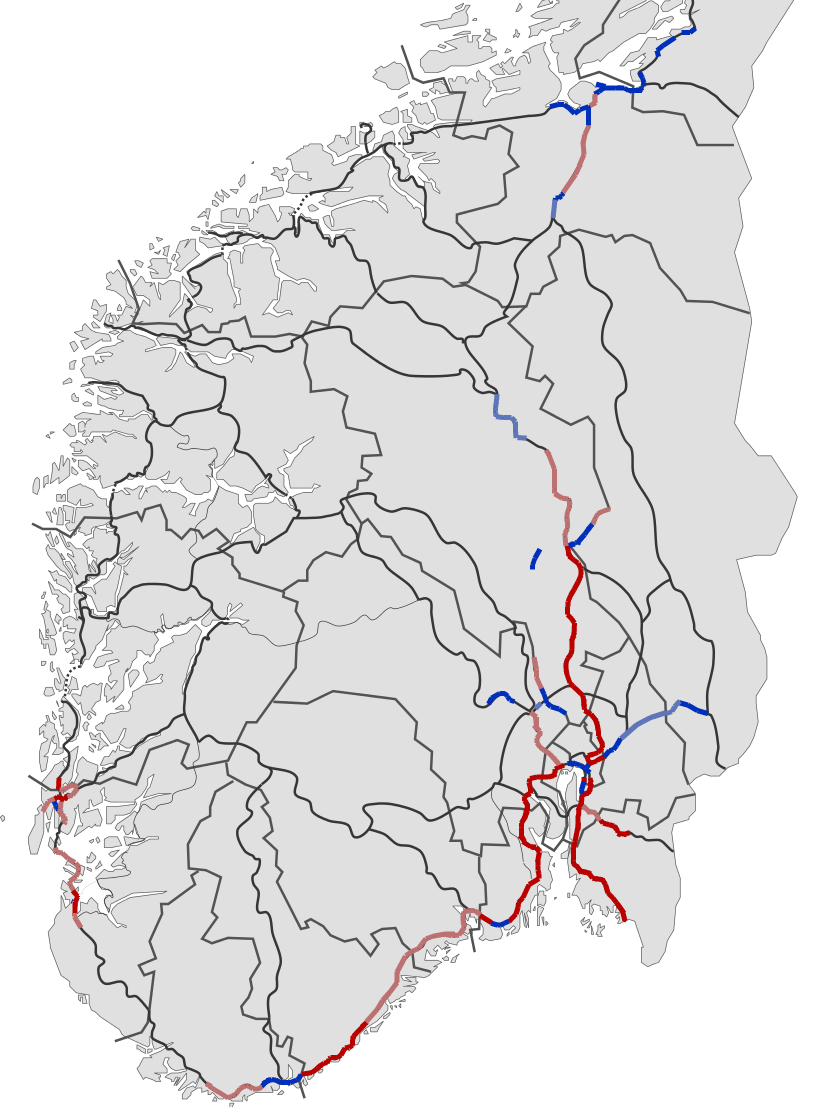
Schéma norské dálniční sítě

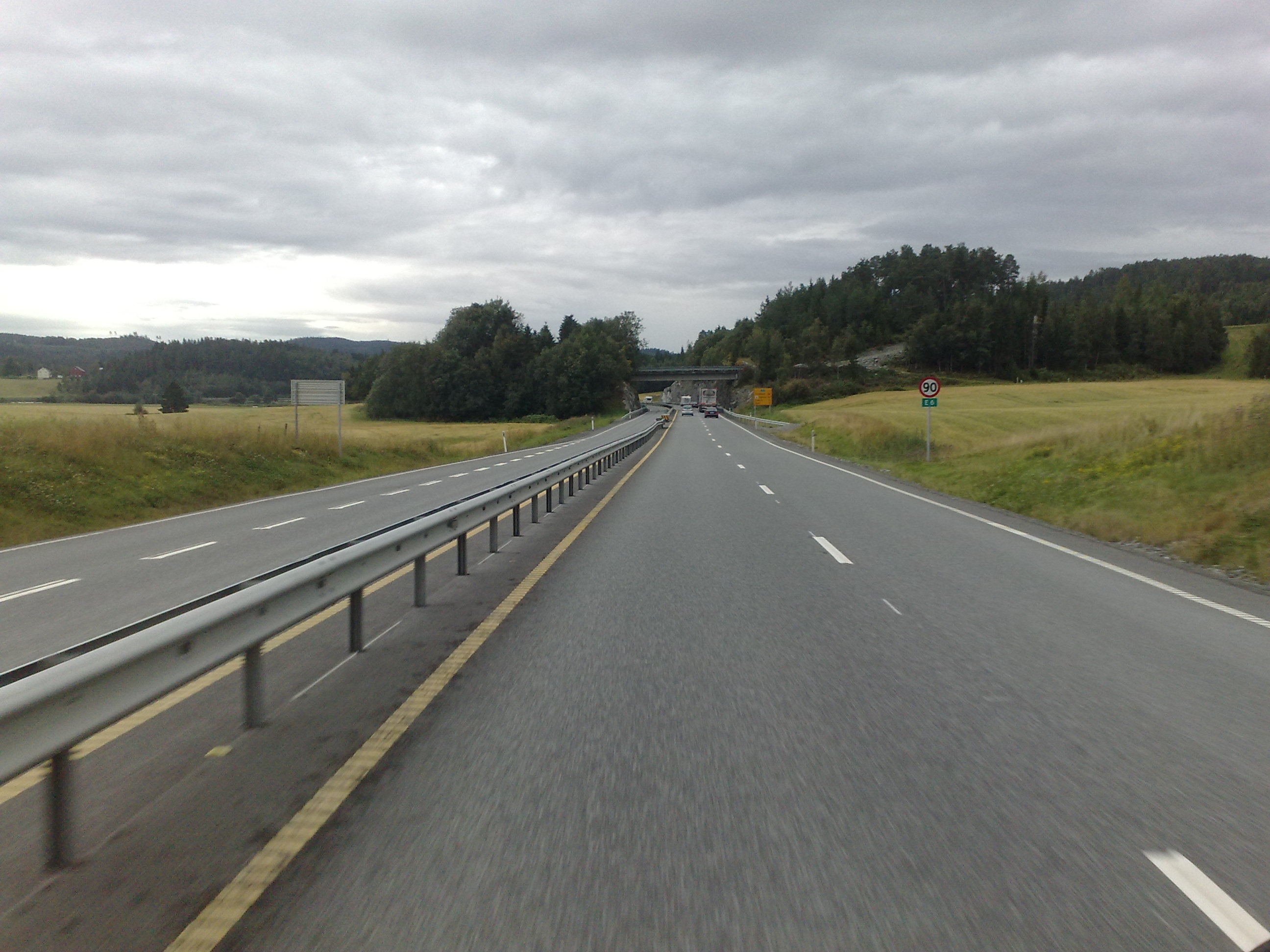
Evropská silnice E6 v Norsku

Norsko má jen malý počet dálnic (norsky motorvei). První dálnice byla otevřena v roce 1950. Norské dálnice nemají vlastní vnitrostátní číslování, pro jejich označení se používají čísla evropských silnic, popřípadě norských silnic, přičemž víceproudé silnice jsou jen na nejvytíženějších tazích a nejsou nijak rozlišované od dvouproudých, stejně jako v dalších zemích severní Evropy. Celková délka dálnic (vyhovujících statusu dálnice) je v zemi cca 468 km. Nejvyšší povolená rychlost na norských dálnicích je 110 km/h, takto stanovená rychlost je pouze na malém množství úseků, na většině je limit max. 100 km/h nebo 90 km/h. Dálniční poplatky jsou v Norsku vybírány na mýtných branách a to bezhotovostně, platba probíhá přes speciální karty Visitors Payment contract (pro zahraniční turisty, při využívání dálnic v dob kratší než 3 měsíce) nebo OnBoard unit (hlavně pro místní, při využívání dálnic v době delší než 3 měsíce).

## Seznam dálnic

### Evropské silnice
| Číslo | Trasa | Celková délka (km) | Celková délka vyhovující statusu dálnice (km) |
| ----- | --- | ------------------ | --------------------------------------------- |
| E6    | Švédsko - Sarpsborg - Oslo - Hamar - Lillehammer - Trondheim - Fauske - Narvik - Kerasjok - Kirkenes - Finsko | 2628               | 168                                           |
| E16   | Švédsko - Oslo - Lærdalský tunel - Voss - Bergen                                                              | 630                | 16                                            |
| E18   | Švédsko - Oslo - Tønsberg - Drammen - Kristiansand                                                            | 415                | 190                                           |
| E39   | Kristiansand - Stavanger - Bergen - Nordfjordeid - Klett                                                      | 1140               | 21                                            |

### Národní silnice (Riksvei)
| Číslo       | Trasa                       | Celková délka (km) | Celková délka vyhovující statusu dálnice (km) |
| ----------- | --------------------------- | ------------------ | --------------------------------------------- |
| Riksvei 3   | Romedal - Elverum - Rennebu | 291                | 0                                             |
| Riksvei 4   | Oslo - Raufoss - Gjøvik     | 140                | 9                                             |
| Riksvei 7   | Hardangerbrua - Hønefoss    | 388                | 0                                             |
| Riksvei 159 | Oslo - Lillestrøm           | 11,5               | 9                                             |
| Riksvei 509 | Stavanger                   | 23,5               | 0                                             |
| Riksvei 555 | Bergen - Fjell              | 28                 | 7                                             |
| Riksvei 706 | Trondheim                   | 13                 | 0                                             |

### Regionální silnice (Fylkesvei)
| Číslo | Trasa                | Celková délka (km) | Celková délka vyhovující statusu dálnice (km) |
| ----- | -------------------- | ------------------ | --------------------------------------------- |
| 181   | Eidsvoll - Nord-Odal | 26,5               | 0                                             |
| 557   | Bergen               | 5,5                | 0                                             |